# سولفور تترافلورید
سولفور تترافلورید (به انگلیسی: Sulfur tetrafluoride) با فرمول شیمیایی SF4 یک ترکیب شیمیایی با شناسه پاب‌کم 24555 است. که جرم مولی آن 108.07 g/mol می‌باشد. شکل ظاهری این ترکیب، گاز بی‌رنگ است.